# Antalya FM
Antalya FM ist seit dem 21. August 1994 ein Türkü-Sender in Antalya. Antalya FM sendet auf der UKW-Frequenz 105,0 MHz in Frequenzmodulation (FM) sowie als Webradio vorwiegend Türkische Volksmusik.